# Monster Rancher Advance
Monster Rancher Advance, aussi connu sous le nom de Monster Farm Advance (モンスターファーム アドバンス, Monsutā Fāmu Adobansu) au Japon, est un jeu vidéo Game Boy Advance issu de la série de jeux vidéo Monster Rancher.

## Système de jeu
Comme dans les autres jeux Monster Rancher, le jeu consiste à créer, élever et combattre des monstres. En raison des limitations de la Game Boy Advance, le joueur ne crée pas de monstres en insérant le disque dans la console, mais plutôt en tapant des caractères. Le joueur peut également créer de nouveaux monstres en combinant deux monstres existants, comme dans les versions PlayStation. L'une des différences entre ce jeu et les précédents Monster Rancher est que Dino est remplacé par Zumms, et que plusieurs espèces, comme les Monols, sont supprimées. 

## Accueil
Le jeu reçoit des « critiques généralement favorables » selon l'agrégateur Metacritic. Au Japon, le magazine Famitsu lui attribue une note de 30 sur 40.